# Wadi Qelt

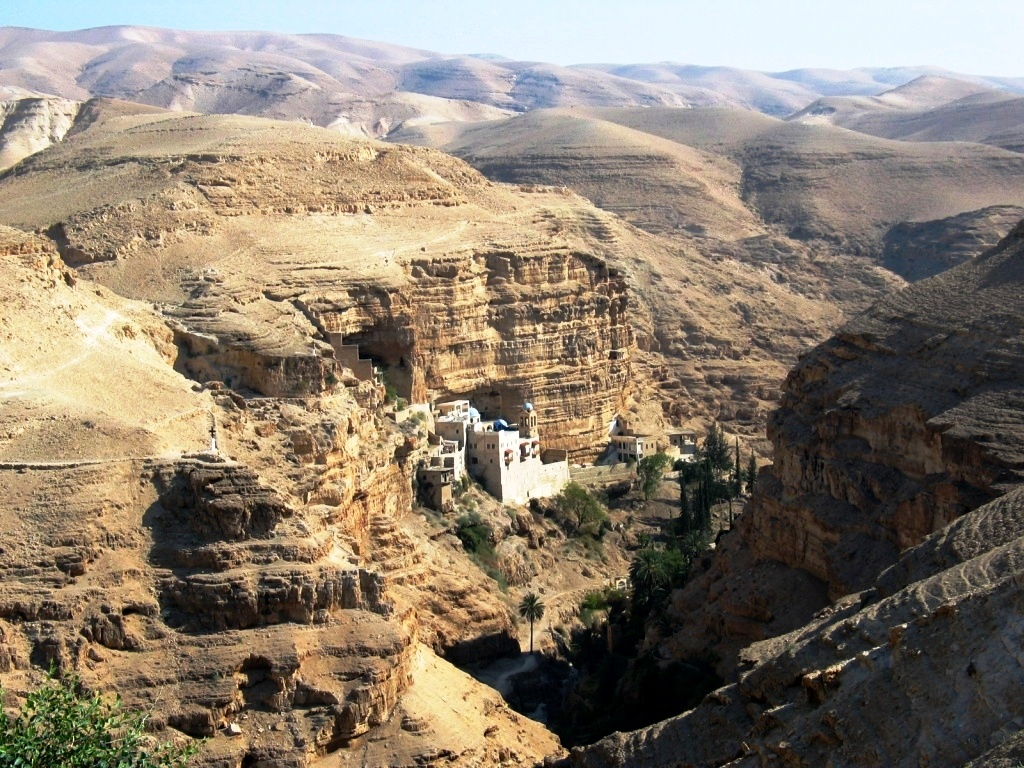
Wadi Qelt mit dem St. Georg-Kloster (Blick von Westen)

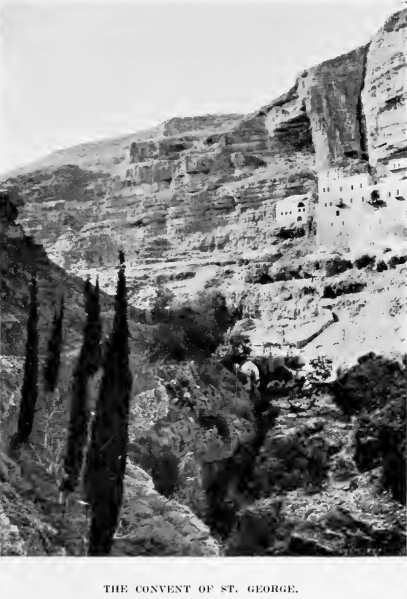
Wadi und Kloster 1913 (Blick von Osten)

Wadi Qelt (arabisch وادي القلط, DMG Wādī al-Qilṭ, auch Deir el-Quelt, Deir el-Kelt; hebräisch נַחַל פְּרָת Nachal Prat) ist ein Wadi mit einem Verlauf von West nach Ost durch die Judäische Wüste im Westjordanland. Das Wadi, das ganzjährig Wasser führt, hat drei Quellen: Ain Farah, Ain Fawar und Ain Qelt, die östlich von Jerusalem liegen. Es endet bei Jericho in der Nähe des Toten Meeres und beherbergt eine einzigartige Vielfalt von Pflanzen und Tieren.
Nach der Besetzung des Westjordanlandes 1967 durch Israel wurden Teile des Wadis zum Naturschutzgebiet Nahal Prat Nature Reserve erklärt.

## Geschichte
Entlang des Baches wurden mehrere Aquädukte gefunden, das älteste aus der Zeit der Hasmonäer (2. Jahrhundert v. Chr.). Herodes ließ das Aquäduktsystem ausbauen, um Jericho ganzjährig mit Wasser zu versorgen. Während der britischen Mandatszeit wurde das System wieder instand gesetzt.
Im Wadi Qelt befindet sich das griechisch-orthodoxe Kloster St. Georg. In seiner Umgebung befinden sich zahlreiche byzantinische Eremitenzellen.
Am Eingang zum Wadi Qelt bei Jericho befinden sich die Ruinen des königlichen Winterpalastes der Hasmonäer und des Herodes.

## Weblinks

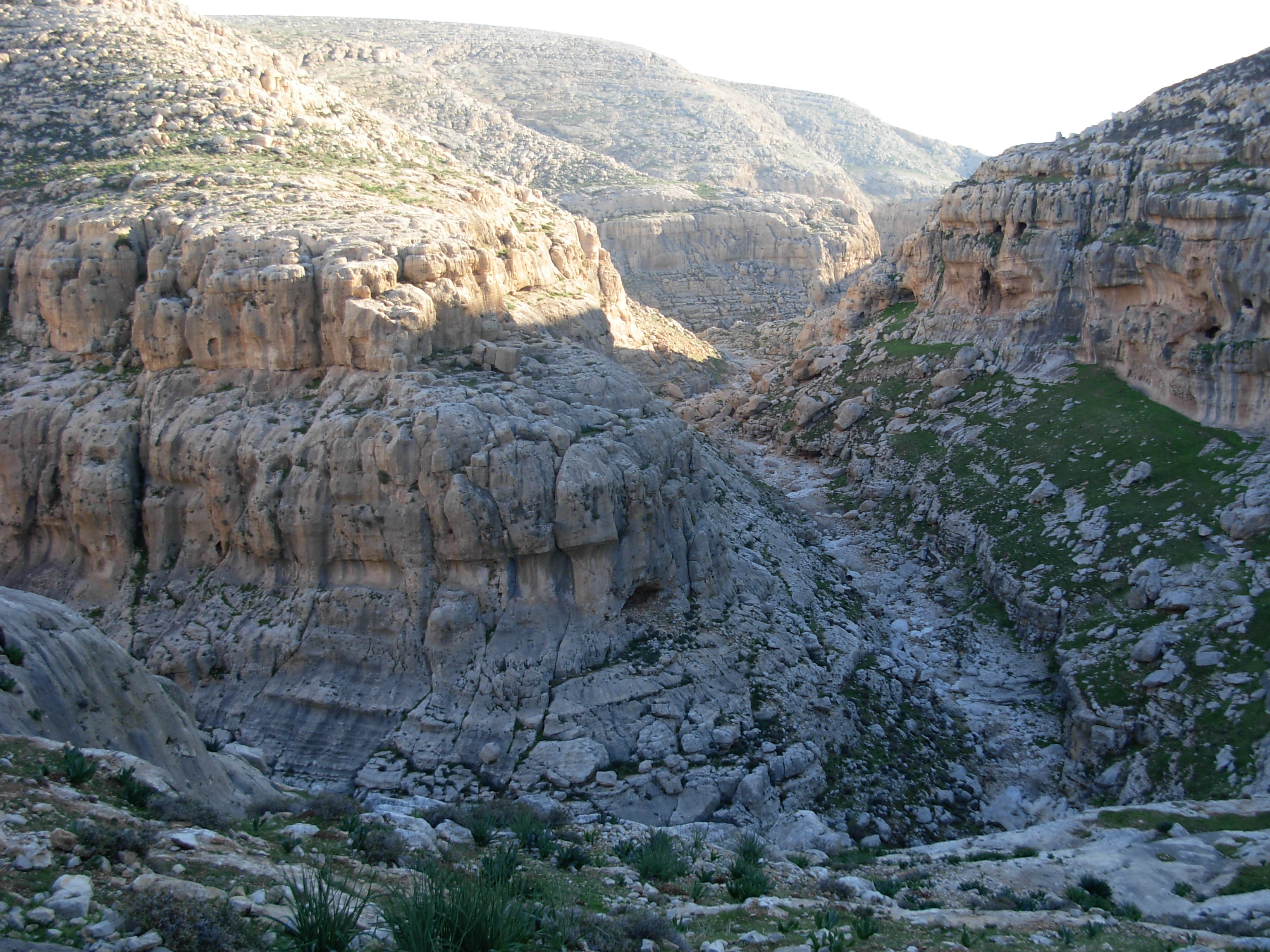
Wadi Qelt
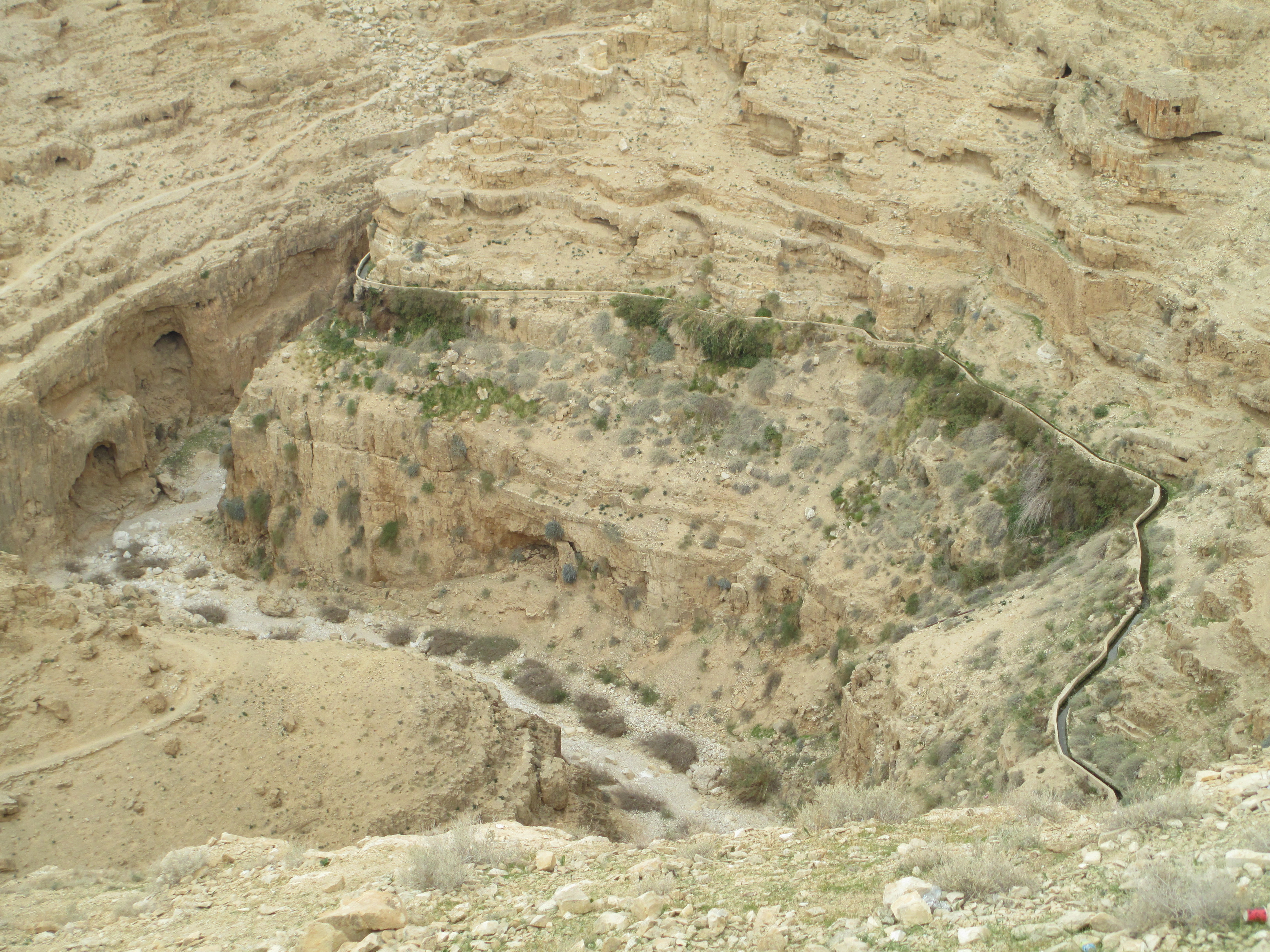
Aquädukt
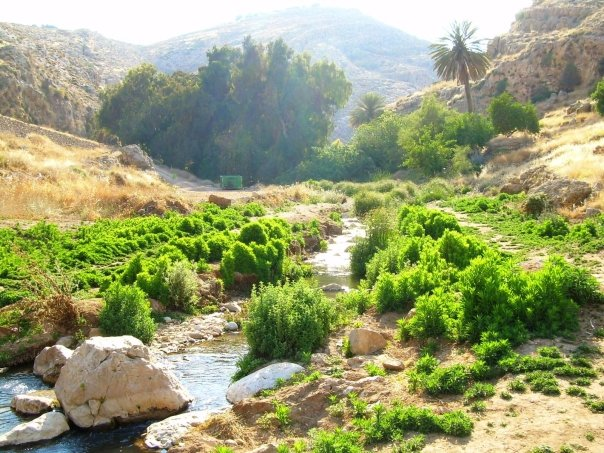
Nach dem Austritt aus der Judäischen Wüste